# 張暢
張暢（408年—457年），字少微，吳郡吳縣（今江蘇蘇州）人。南朝宋官員，晉琅邪郎中令張褘子，宋益州刺史。司徒張裕及湘州刺史張邵侄兒。張暢在宋官至會稽太守，在經歷南郡王劉義宣起兵反抗宋孝武帝之時兩度險遭殺害，但都獲得他人營救。

## 生平
張暢和堂兄張敷、張演及張鏡齊名，都是後起之秀。張暢初為吳郡太守徐佩之的主簿，歷次遷官後至太子中庶子。元嘉二十五年（448年），武陵王劉駿以安北將軍、徐州刺史身份出鎮彭城，張暢則任其安北長史，領沛郡太守。元嘉二十七年（450年），宋軍北伐失利，北魏太武帝拓跋燾率軍南侵，時太尉、江夏王劉義恭於彭城節度諸軍，就在魏軍逼近彭城城外數十里時，義恭見城中糧食不足，雖然守軍軍力甚多但仍想棄城南走，沈慶之其時建議移鎮兵少糧多的歷城，留蕭思話守衞彭城；何勗助建議逃到鬱洲再循海路到建康。義恭多日仍沒有決定之下又再召各僚屬討論，張暢則表示兩案皆不可行，而建議固守以免瓦解已經為魏軍所動搖的軍心。劉駿聽後亦表示同意，義恭於是決定留守彭城。後彭城南門遭魏軍攻擊，張暢率領士兵防禦，身先士卒。次年（451年），張暢又支持王孝孫反對劉義恭預先收割麥子，聚民於塢堡以防備早前魏軍的行動，因其屢有建言，宋文帝也對其甚為欣賞。該年劉駿調任南兗州刺史，但暫時仍留彭城，而讓張暢先南下並修治盱眙城。
後北魏聲言要兵出襄陽，朝廷就讓張暢當司空、荊州刺史劉義宣的長史，領南郡太守。元嘉三十年（453年），太子劉劭發動兵變弒父即位，義宣聞訊為文帝發哀並即舉兵，身為眾僚之首的張暢在舉哀之禮完後便換上戎裝黃袴褶，於射堂選拔出征人選，期間的儀容舉止都很令人矚目，人們都因而盡心效命。劉劭被消滅後，張暢獲徵入朝任吏部尚書，封夷道縣侯。不過當時劉義宣圖謀反抗新登位的宋孝武帝劉駿，蔡超等人以張暢高名望而勸義宣將他留下，讓他任南蠻校尉、加冠軍將軍，領丞相長史。張暢洞悉義宣意圖，派了門生荀僧寶到建康向顏竣報告，但因為僧寶營私而在巴陵耽擱了一段時間，到義宣正式起兵時水路就被封鎖，僧寶也無法繼續行程。義宣宣布起兵前曾派親信翟靈寶試探一下張暢，但張暢明言反對，靈寶回去後遂建議義宣將張暢殺了，只因竺超民才得免禍。後義宣進張暢為撫軍將軍，別置軍府，以收取人望，但主理文檄的張暢終日酒醉，都不管事。後義宣於梁山戰敗，張暢被士兵搶掠，衣服都被搶光了。時領兵討伐義宣的將領王玄謨乘車經過，張暢就穿著搶掠過後殘破的衣服擠到玄謨車上，令玄謨很不高興。其他將士想殺了他，但被張興世阻止了。張暢後被押到建康，送交廷尉，削奪爵位食邑，不久又獲赦免。
後張暢任都官尚書，轉侍中，又在孝建二年（455年）任會稽太守。大明元年（457年），張暢去世，享年五十歲，獲諡宣子。

## 性格特徵
- 徐佩之因徐羨之案而被宋文帝誅殺，時為其主簿的張暢為其奔走，亦穿著喪服盡表哀悼，得當時人讚美。
- 張暢弟弟張牧被狂犬咬傷了，醫生說食蝦蟆可以治好傷處，但張牧不想吃，張暢於是笑著先吃一口，成功哄了張牧吃了，終將傷處治好了。[8]
- 張暢有辯才，在魏攻彭城時於北方以辯才聞名的李孝伯曾和張暢對話，應對敏捷，話吐安祥溫雅，得北魏人稱美[9]。

## 逸事
- 義宣起兵一事過後的一場飲宴中，何偃酒醉而說：「張暢真是奇才呀，和義宣一起當逆賊，而最終沒有獲罪。若果不是奇才，怎能這樣！」張暢就回應：「太初那時，誰將自己的門塗成黃色呀？」孝武帝說:「為何要互相挖苦呢。」三公官將門戶塗成黃色，而何偃父何尚之在劉劭弒父登位後獲授司空，父子都得劉劭重用，但在孝武帝領討伐軍攻下建康時，人人都逃了，父子就在將門的黃色洗掉，以迎新君孝武帝，故張暢這樣譏諷他[10]
- 張暢喜愛侄兒張輯，竟在臨終時遺命要與他合葬，時人都非議他。

## 家庭

### 父亲
- 张祎，晋琅邪郎中令

### 兄弟
- 張牧，一作枚，暢弟，宋後軍長史
- 張悅，暢弟，亦有美譽，曾支持晉安王劉子勛，後歸降宋明帝，官至雍州刺史。
- 張恕，暢最小弟，以德行稱譽[來源請求]

### 子女
- 張浩，官至義陽王劉昶征北諮議參軍。
- 張淹，浩弟，封廣晉縣子，官至光祿勳，支持晉安王劉子勛，兵敗被殺。
- 張融，淹弟，官至南齊司徒左長史。
- 張寶積，融弟，官至南齊御史中氶.建武中出為廬陵太守。
- 張氏，陸杲母[11]

## 延伸阅读
[在维基数据编辑]
 《宋書·卷59》，出自沈约《宋书》